# Бернхард II фон Васел
Бернхард II фон Васел (на немски: Bernhard II. von Depenau Graf von Wassel; † 28 октомври 1155 в Италия) от фамилията фон Депенау е вицедоминус на манастир Хилдесхайм, граф (1103 – 1133) на Васел, днес част от Зенде до Хановер.
Той е син на Бернхард I фон Депенау, граф на Васел († 1133/1336), и брат на Херман фон Депенау († 10 юли 1170), епископ на Хилдесхайм (1162 – 1170). Племенник е на Брунинг фон Депенау († 1120), епископ на Хилдесхайм (1115 – 1119).
Бернхард II фон Васел умира на 28 октомври 1155 г. в Италия. Със син му Конрад II родът фон Васел измира по мъжка линия.

## Фамилия
Бернхард II фон Васел се жени за Фридеруна фон Фекенщет, дъщеря на Вало II фон Фекенщет († 1126) и Гизела фон Аменслебен († сл. 1126), дъщеря на граф Дитрих фон Аменслебен († 1120). Те имат децата:
- Конрад II фон Васел († 10 юли 1170), женен 1163 г. за Аделхайд фон Локум-Халермунд († сл. 1189)
- дъщеря, омъжена за Берингер фон Попенбург (* пр. 1132; † 10 февруари сл. 1180)
- Фритерун фон Васел († сл. 1190), омъжена за граф Бертхолд фон Шарцфелд († сл. 1190)